# 三故事 (塞林格)
《三故事》（英語：Three Early Stories）是美国作家J.D.塞林格的小说集，于2014年出版，其中包含三部短篇小说：《年轻的伙伴》、《去见埃迪》和《一周一次死不了你》。
这三部短篇是塞林格的早期作品，首次发表时间在1940年左右，不过直到2014年小说集出版前都不为人所知。《年轻的伙伴》和《一周一次死不了你》分别于1940年和1944年首次发表于《Story》杂志，《年轻的伙伴》是塞林格发表的首部作品。《去见埃迪》于1940年首次发表于《堪萨斯评论》杂志。
小说集包含了由 Anna Rose Yoken 根据故事情节绘制的插画。